# Lothar Weise (Fußballspieler)
Lothar Weise (* 6. September 1934 in Soest; † 15. Januar 2024 in Marbach am Neckar) war ein deutscher Fußballspieler. Er war einer der wenigen Fußballer, die sowohl in der DDR, als auch nach seiner Flucht aus der DDR in der Bundesrepublik einen nationalen Titel erringen konnten.

## Sportliche Laufbahn

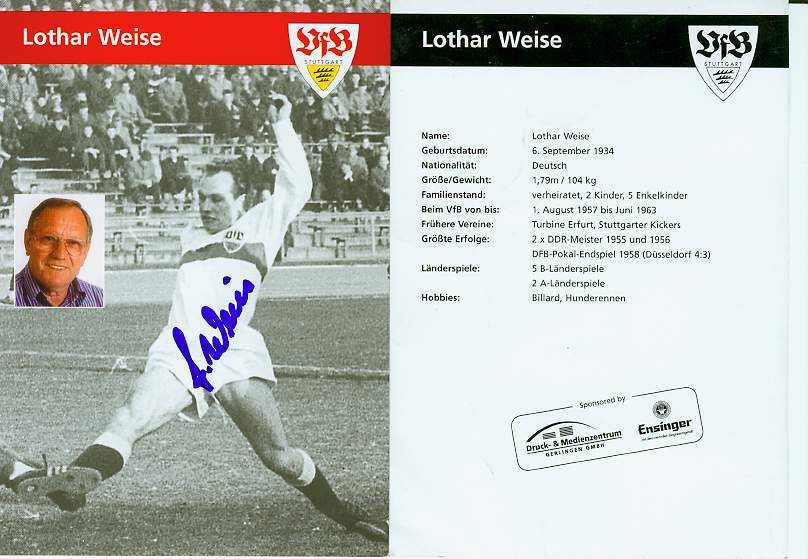
Offizielle Autogrammkarte des VfB Stuttgart von Lothar Weise

Weise lernte Autoschlosser und besuchte die Fußballschule in Erfurt. Mit 18 Jahren spielte er für Turbine Erfurt. Unter Trainer Hans Carl wurde der Nachwuchsspieler dort 1954 und 1955 Meister in der DDR-Oberliga. Parallel wurde er 1955 als bester DDR-Nachwuchsspieler ausgezeichnet und mit einer Reise zum Länderspiel der Sowjetunion gegen den amtierenden Weltmeister aus der Bundesrepublik belohnt.
Als dann der damalige Trainer der Stuttgarter Kickers und ehemalige DDR-Auswahltrainer Oswald Pfau für Weise Kontakte zu den Kickers knüpfte, nutzte dieser Anfang 1957 die Chance und verließ die DDR. Dabei war eine gemeinsame Flucht mit seinem Mannschaftskameraden Gerhard Franke geplant gewesen, der jedoch seine Mutter nicht zurücklassen wollte. In der DDR bezeichnete ihn die Zeitung Thüringer Nachrichten daraufhin als „Vaterlandsverräter“. Bei den Kickers hatte es Weise als Ostdeutscher am Anfang nicht leicht, zumal er von der FIFA zunächst mit der obligatorischen Ein-Jahres-Sperre belegt wurde und von einigen Verletzungen aufgehalten wurde. Ein Jahr später wechselte er zum VfB Stuttgart, mit dem ihm beim Gewinn des DFB-Pokals seine größte fußballerische Leistung gelang, als er im Finale gegen Fortuna Düsseldorf in der 113. Minute das entscheidende Tor zum 4:3 schoss.
Der Verein zeigte sich nach diesem Spiel durch die Vermittlung einer Tankstelle in Fellbach erkenntlich. Hohe Summen gab es damals für Spitzenfußballer noch nicht zu verdienen. Das Grundgehalt lag bei 360 DM und für jeden Punkt gab es nochmals 100 DM. Der Lebensunterhalt musste deshalb auf andere Art bestritten werden. Bei Lothar Weise stellte die Tankstelle den beruflichen Alltag dar. Bis zu 80 Autos mussten am Tag von Hand gewaschen werden, manchmal bis kurz vor dem Spiel.
Kurz vor Einführung der Bundesliga, für die Weise sich mit dem VfB qualifiziert hatte, beendete er seine höherklassige Karriere. Anschließend ließ er seine Laufbahn beim SV Germania Bietigheim in der höchsten Amateurklasse, der seinerzeit drittklassigen 1. Amateurliga Württemberg ausklingen.

## Leben nach der aktiven Spieler-Karriere
Nachdem er 1963 seine Karriere beendet hatte, arbeitete er 25 Jahre in der Mineralölbranche.
1968/69 war er Trainer des VfR Heilbronn. Anschließend trainierte er 1969/70 den FC Thun. Ab 1970 war er beim 1. FC Normannia Gmünd tätig, mit dem er in die 1. Amateurliga aufstieg und in der Spielzeit 1971/72 Vizemeister hinter dem SSV Ulm 1846 wurde. Damit qualifizierte sich die Mannschaft für die Deutsche Amateurmeisterschaft 1972, in der sie erst im Halbfinale gegen den späteren Titelträger FSV Frankfurt ausschied. Später war er als Trainer bei Viktoria Aschaffenburg und der SpVgg Neckarelz tätig, ehe er sich in Affalterbach niederließ.
Von 1998 bis 2011 führte er als offizieller Guide Besucher durch das Stadion des VfB Stuttgart. Zudem spielte Weise in der Traditionsmannschaft des VfB. Lothar Weise verstarb im Januar 2024 im Alter von 89 Jahren in Marbach am Neckar.

## Auszeichnungen
Weise war Träger der Verdienstmedaille in Silber des VfB Stuttgart.